# Championnat de Singapour de hockey sur glace
Le Championnat de Singapour de hockey sur glace est le meilleur niveau de hockey sur glace à Singapour, il y a 4 équipes dans la ligue.

## Champions
- 2009: WhiteTeam
- 2008: HARRYS
- 2007: San Miguel
- 2006: M1
- 2005: Linear Technology Lions
- 2004: Brewerkz Bruins
- 2003: Continental Wings
- 2002: Continental Wings
- 2001: Linear Technology Lions